# セントウソウ
セントウソウ (仙洞草; 学名: Chamaele decumbens) は、セリ科セントウソウ属の小柄な草で、早春に花が咲く。

## 特徴
柔らかで小柄な多年草である。
根茎は短くて分枝し、株立ちになる。葉は根出葉を多数だし、高さはせいぜい10センチメートル。葉柄は紫色を帯び、葉は緑か深緑、全体につやがあって無毛。葉身は3回羽状複葉に細かく裂けるが、より裂ける回数が少ない例もある。小葉は先の広がった三角形に近く、先端側は鋸歯状に切れ込む。
花は4-5月に咲く、真っ白な5枚花弁は先端がわずかに内側に曲がり、5本の白い雄蕊が突き出る。花茎は高さ10-30センチメートル、密生する葉の上に抜き出て複散形花序をなし、苞葉はない。個々の花は小さくて目立たないが、白くてまとまってつくので、薄暗い林床では全体としてはよく目立つ。
名前の由来はわからないと牧野も書いている。岡崎は仙洞草の字を当てている。別名をオウレンダマシといい、これはオウレンに似ていることによる。

## 生育環境
森林の林床から林縁部に生える。

## 分布
北海道から九州まで分布する。日本固有種である。

## 利害
春早くに咲く花は、花の少ない季節でもあり、目を引くが、それ以外には利害関係はない。

## 分類
セントウソウ属（Chamaele）にはこの種しか含まれず、日本固有の単型属となっている。葉の形に様々な変異があり、特に細いものはミヤマセントウソウとされ、その他いくつかの変種や品種が分けられている。ミヤマセントウソウは 牧野 (1961) が単独項目で解説しているが、岡崎 (1997) は一言も触れていない。YListは以下の品種および変種を認めている。
- イブキセントウソウ f. dilatata Satake & Okuyama[注 1]
- オオギバセントウソウ f. flabellifoliolata Y.Kimura[注 2]
- ヒナセントウソウ f. gracillima (H.Wolff) Sugim.（シノニム: var. gracillima H.Wolff）
- ミヤマセントウソウ f. japonica (Y.Yabe) Ohwi（シノニム: var. japonica (Y.Yabe) Makino）
- ヤクシマセントウソウ var. micrantha Masam.

2012年、モスクワ国立大学の研究者たちによるヒメウイキョウ属（Carum）を主な対象とした分子系統学的解析によりセントウソウはエゾボウフウ属（Aegopodium）の内群に含まれるという結果が得られ、同大学のミハイル・ゲオルギエヴィッチ・ピメノフとエカテリーナ・A・ザハロワ（Екатерина А. Захарова）により Aegopodium decumbens Pimenov & Zakharova と組み替えられた。東北大学の大橋広好と岩手医科大学の大橋一晶(ウィキスピーシーズ)も Zakharova, Degtjareva & Pimenov (2012) の見解を受容し、上述の種内分類群のうちオオギバセントウソウとヒナセントウソウの2品種をエゾボウフウ属に組み替えて認める一方、残りのイブキセントウソウ、ミヤマセントウソウ、ヤクシマセントウソウに関しては母種との差異は認められないとしている。ただ、米倉浩司はモスクワ国立大学による研究の存在を把握した上であくまでもセントウソウ属を認める姿勢を取っている。
やや似たものにイワセントウソウ Pternopetalum tanakae (Franch. & Sav.) Hand.-Mazz. があるが、分類上は別の属である。オウレンは別名の通り、葉の形はやや似ている。もちろん花が咲けば全く異なったものであるのはすぐわかるが、葉も手で触れればはるかに硬いので、混同することはまずない。